# 小川彩佳
小川 彩佳（おがわ あやか、1985年2月20日 - ）は、日本のフリーアナウンサー。元テレビ朝日アナウンサー。

## 来歴
慶應義塾大学医学部耳鼻咽喉科で助手の職にあった小川郁（後に同大医学部耳鼻咽喉科教授）を父に、東京都で誕生。父の仕事の関係で6歳から8歳まではアメリカ合衆国ミシガン州に住んでいた。
青山学院初等部、青山学院中等部・高等部を経て、青山学院大学国際政治経済学部国際政治学科に進学。青山学院大学時代にはスペインに短期留学。大学二年次には学科の成績最優秀者に贈られる学業奨励賞を受賞。2007年3月、同大学同学部を卒業。
職務経歴
2007年4月、テレビ朝日に入社。同年7月24日、『速報!甲子園への道』（関東ローカル部分）でアナウンサーデビュー。
2011年4月4日から、前任の市川寛子に代わり、『報道ステーション』の3代目サブキャスターを7年半担当。2018年9月28日をもって卒業。
2018年10月からインターネット配信AbemaTVにおいて、ニュースチャンネルAbemaNewsの帯番組『AbemaPrime』のキャスターに就任。それと時を同じくしてからAmebaでオフィシャルブログを開設。
2019年2月8日、結婚を機に、テレビ朝日を退社することが発表された。2020年2月には結婚相手は医師で起業家である豊田剛一郎であると報じられた。
小川は3月29日をもって『AbemaPrime』を降板し、最後の出演週には同番組向けに自ら、＃MeToo運動に関する企画を立て取材し、特集を行った。
2019年6月3日より、TBSテレビの『NEWS23』のメインキャスターを担当。
2020年2月28日、第1子妊娠を公表し、同年6月29日には『NEWS23』のTwitterで同週いっぱいでの産休入りを発表し、7月3日の同番組の最後であいさつを行い、7月29日に第1子を出産し、産休終了後の10月19日に『NEWS23』に復帰。2021年6月30日、離婚が成立した。

## 人物
- 性格：明るく正直、大雑把でマイペース[25]。よく笑う、よく喋る、よく食べる[26]。
- 趣味：映画鑑賞と音楽鑑賞[27]。
- 特技：日本舞踊（花柳流名取）[1]。
- 資格・免許：普通自動車免許、TOEIC915点[28]、スペイン語検定4級[28]。
- 座右の銘：「learn from yesterday, live for today, hope for tomorrow」（昨日を糧に、明日に希望を持って、毎日を活き活きと過ごす。）[1]
- 尊敬する人物は元テレビ朝日アナウンサーの小宮悦子[29]。
- 他局同期で元日本テレビ・フリーアナウンサーの夏目三久、TBSテレビ・杉山真也、元フジテレビ・大島由香里と交友がある[30][31][32]。また、元TBSテレビアナウンサー・フリーアナウンサーの田中みな実とは大学で同じサークルだった[33]。
- 家族：子供が一人。

## 親族
- 父・小川郁 - 1955年（昭和30年）5月14日生。
  - 宮城県仙台市出身。慶應義塾大学医学部卒。同名誉教授（耳鼻咽喉科）。現在、千駄ヶ谷駅前の開業医[34]。
- 伯父・小川彰 - 1949年（昭和24年）生。
  - 岩手医科大学医学部卒。同教授（脳神経外科）。03年より医学部長、08年より学長を務め、12年に理事長。日本私立医科大学協会会長。74歳没[35]。
- 元夫・豊田剛一郎 -  1984年（昭和59年）5月23日生。
  - 東京大学医学部卒。株式会社メドレー元代表取締役。父は衆議院議員・豊田潤多郎、祖父は旧陸軍軍医少佐・宮崎淳臣 。2021年離婚。

## 現在の出演番組
- news23（TBSテレビ、メインキャスター、2019年6月3日 - ）

## 過去の出演番組
特記なき番組はいずれもテレビ朝日制作番組。

### テレビ番組
- 第89回全国高等学校野球選手権大会中継（朝日放送〈現：朝日放送テレビ〉、決勝戦で三塁側スタンドレポート）
- はい!テレビ朝日です（2007年7月22日初登場、2011年12月4日「報道ステーションができるまで」インタビュー出演）
- やじうまプラス（司会、水 - 金曜日、第1部担当）
- 地球まるごとTV（司会、2009年10月 - 2010年3月）
- サンデープロジェクト（司会、2007年10月7日 - 2010年3月28日）
- サンデー・フロントライン（サブキャスター、2010年4月4日 - 2011年4月3日）
- スーパーJチャンネル（フィールドキャスター、2010年7月 - 2011年3月）
- 緊急報道特番“悲運のプリンス”はなぜ、殺されたのか!? 金正男氏暗殺の真実（2017年2月25日、『土曜プライム』の休止代替特番）
- 報道ステーション（サブキャスター、2011年4月4日 - 2018年9月28日）
- News Access（BS朝日、不定期）

## フリー転身後
- 選挙の日 (メインキャスター､ 2021年10月31日､TBSテレビ)

### インターネット配信番組
- AbemaPrime（AbemaNews、2018年10月2日 - 2019年3月29日）

## Voice（テレビ朝日アナウンサーによる舞台）
Voice6（2009年2月28日）
- 演劇『ヴィーナス・エスケープ』 可愛い系アナ役

## 同期アナウンサー
- 野上慎平
- 大西洋平